# Kanda (stacja kolejowa)
Kanda (jap. 神田駅 Kanda-eki) – stacja kolejowa w dzielnicy Chiyoda, w Tokio.
Stacja składa się z części nadziemnej i podziemnej. Część nadziemna (6 torów) jest obsługiwana przez East Japan Railway Company, a część podziemna (2 tory) jest obsługiwana przez tokijskie metro.

## Linie kolejowe

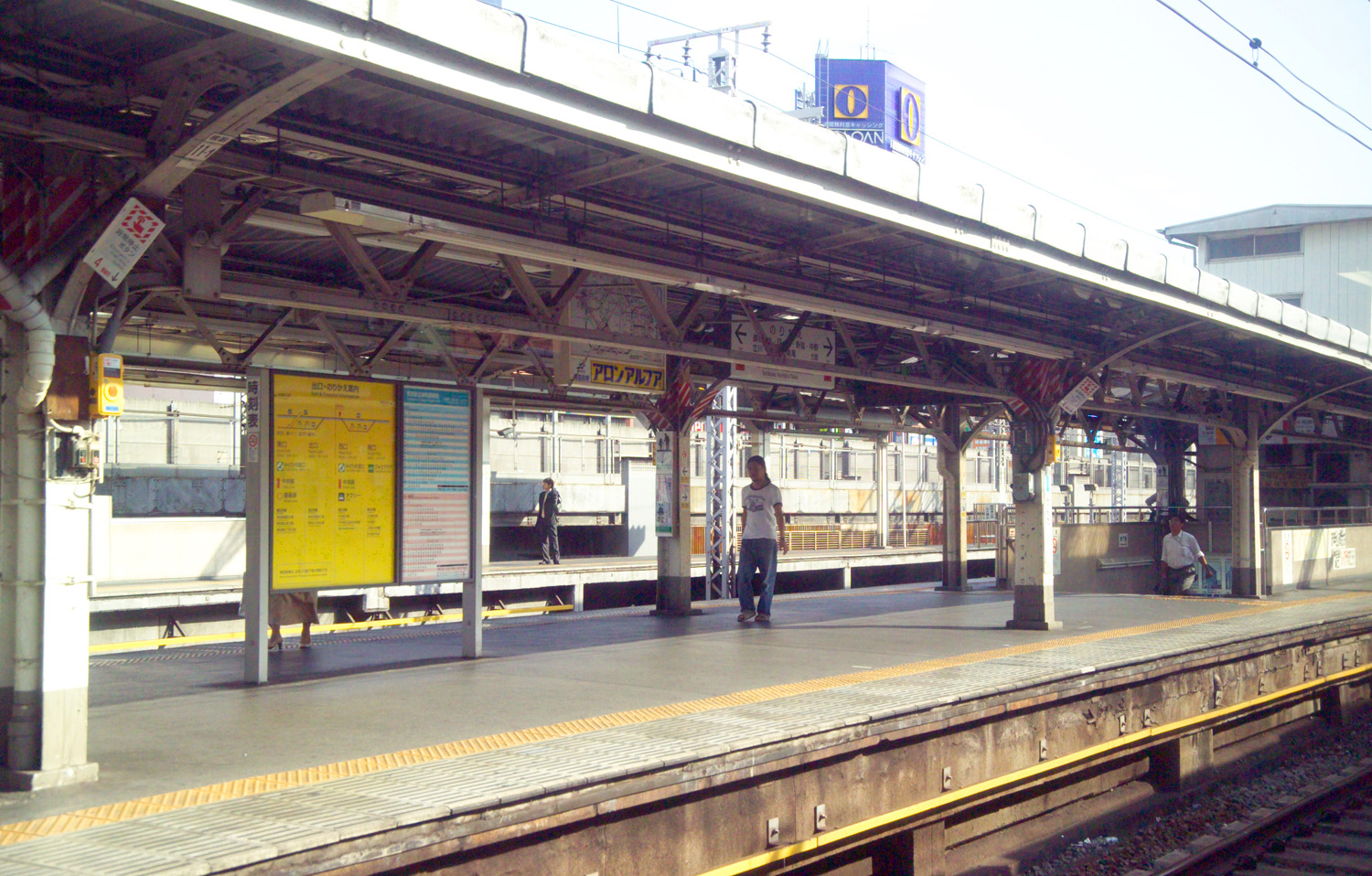
Peron

JR:
- Linia Chūō Rapid
- Linia Yamanote
- Linia Keihin-Tōhoku

Metro:
- Linia Tokyo Metro Ginza